# Scopula minoa
Scopula minoa là một loài bướm đêm trong họ Geometridae.